# Massacre d'Alumim
Le massacre d'Alumim a eu lieu le 7 octobre 2023, au début de l'invasion d'Israël par des assaillants du Hamas, dans le cadre de l'attaque du Hamas contre Israël. Une trentaine de militants du Hamas s'infiltrent dans le kibboutz d'Alumim. Ils tuent 19 travailleurs étrangers originaires de Thaïlande et du Népal et enlèvent cinq personnes, avant que l'équipe de sécurité du kibboutz ne riposte et ne parvienne à les arrêter. Deux frères venus de la ville israélienne de Beer-Sheva pour combattre les infiltrés ont également été tués lors des affrontements. Les militaires de Tsahal arrivent en renfort et les assaillants du Hamas sont finalement tués.

## Contexte
Le kibboutz d'Alumim est situé dans le district sud d'Israël, au nord-ouest du désert du Néguev, à proximité de la barrière de séparation entre Israël et Gaza. La communauté, fondée en 1966, compte 531 habitants en 2021.

## Attaque
Le 7 octobre 2023 à 6 h 45, toute l'équipe de sécurité du kibboutz, composée de douze civils, est activée à la suite d'une alerte. Les assaillants du Hamas arrivent à l'entrée du village, à 7 heures (heure locale). Après un échange de tirs, ils pénètrent dans les logements des travailleurs étrangers originaires du Népal et de Thaïlande, en assassinent 19 d'entre eux et en enlèvent cinq pour les emmener dans la bande de Gaza. Ils se rendent dans différents parties du kibboutz et déclenchent des incendies.
À 9 heures, une trentaine d'infiltrés se réfugient dans un parc du kibboutz. L'équipe de sécurité engage un échange de tirs avec eux et parvient à en tuer deux, dont le chef. L'échange de tirs se poursuit jusqu'à midi, lorsque les forces israéliennes des unités Metzada et Yahalom arrivent en renfort et aident à l'élimination des infiltrés du Hamas. Une nouvelle unité de Tsahal arrive et  engage le combat avec les assaillants pendant plusieurs heures. Au cours des combats, les forces israéliennes tuent un grand nombre d'infiltrés. Ils sont ensuite assisté d'un hélicoptère d'attaque qui élimine le reste des assaillants.
Le 9 octobre, les membres du kibboutz sont évacués vers la ville israélienne de Netanya. Au cours des combats, deux frères sont tués : ils étaient venus de leur propre initiative à proximité de Gaza pour participer aux combats contre le Hamas.
Un document saisi après l'attaque révèle qu'une unité du Hamas a été envoyée pour capturer le kibboutz d'Alumim. Les instructions sont claires : massacrer des civils et prendre des otages. Un militant qui a participé à la bataille d'Alumim et qui a été arrêté par les forces de sécurité a déclaré que l'ordre donné par les dirigeants du Hamas était de perpétrer des actes incluant la décapitation et le viol.